# Jo Soo-min
Jo Soo-min (Hangul: 조수민, Hanja: 赵秀敏, Hán-Việt: Triệu Tú Mẫn) là một nữ diễn viên người Mỹ gốc Hàn, hiện tại đang làm việc trực thuộc công ty giải trí Big Planet Made.

## Danh sách phim

### Phim điện ảnh
| Năm  | Tựa đề        | Vai       | Ghi chú | Ng.   |
| ---- | ------------- | --------- | ------- | ----- |
| 2008 | His Last Gift | Jo Se-hee | Vai phụ | [ 3 ] |

### Phim truyền hình
| Năm  | Tựa đề                              | Kênh          | Vai                  | Ng.    |
| ---- | ----------------------------------- | ------------- | -------------------- | ------ |
| 2006 | Seoul 1945                          | KBS1          | Mal-hee              | [ 4 ]  |
| 2006 | Những nàng công chúa nổi tiếng      | KBS2          | So-ra                | [ 5 ]  |
| 2006 | The Invisible Man, Choi Jang-soo    | KBS2          | Choi Sol-mi          | [ 6 ]  |
| 2008 | Sự phẫn nộ của người mẹ             | KBS2          | Lee So-ra            | [ 7 ]  |
| 2009 | Hometown of Legends                 | KBS2          | Bo-ri                | [ 8 ]  |
| 2011 | Brain                               | KBS2          | Im Hyeon-jeong       | [ 9 ]  |
| 2013 | Đi tìm hạnh phúc                    | KBS1          | Lee Ja-hye           | [ 10 ] |
| 2019 | Chạm vào tim em                     | tvN           | Kim Yoon-ha          | [ 11 ] |
| 2019 | Luật sư nhân quyền                  | OCN           | Han Yoon-jin         | [ 12 ] |
| 2019 | Birthday Letter                     | KBS2          | Yeo II-ae            | [ 13 ] |
| 2020 | Kết thúc một lần nữa                | Naver TV Cast | Cha In-young         | [ 14 ] |
| 2020 | Kết thúc một lần nữa (bản đặc biệt) | Naver TV Cast | Cha In-young         | [ 15 ] |
| 2020 | Cuộc chiến thượng lưu               | SBS           | Anna Lee/Lee Seol-ah |        |
| 2021 | Cuộc chiến thượng lưu 2             | SBS           | Anna Lee/Lee Seol-ah |        |
| 2021 | Thanh tra bí mật của hoàng gia      | KBS2          | Kang Soon-ae         | [ 16 ] |
| 2022 | Lệnh cấm hôn                        | MBC           | Hwa-yoon             | [ 17 ] |

## Giải thưởng và đề cử
| Năm  | Giải thưởng      | Hạng mục                                                           | Tác phẩm đề cử                                                    | Kết quả   |
| ---- | ---------------- | ------------------------------------------------------------------ | ----------------------------------------------------------------- | --------- |
| 2006 | KBS Drama Awards | Nữ diễn viên trẻ xuất sắc nhất                                     | The Invisible Man, Choi Jang-soo & Những Nàng Công Chúa Nổi Tiếng | Đề cử     |
| 2008 | KBS Drama Awards | Nữ diễn viên trẻ xuất sắc nhất                                     | Sự phẫn nộ của người mẹ                                           | Đề cử     |
| 2019 | KBS Drama Awards | Nữ diễn viên chính xuất sắc nhất trong One-Act/Special/Short Drama | Birthday Letter                                                   | Đoạt giải |
| 2020 | SBS Drama Awards | Nữ diễn viên mới xuất sắc nhất                                     | Cuộc chiến thượng lưu                                             | Đề cử     |